# Francis Lax
Pour les articles homonymes, voir Lax.
Francis Lax est un acteur et scénariste français, né le 16 avril 1930 dans le 10e arrondissement de Paris et mort le 13 mars 2013 dans le 13e arrondissement de Paris.
Personnalité du cinéma et de la télévision, il est une des très grandes voix françaises du doublage et est célèbre pour avoir prêté sa voix à des personnages rebelles, désinvoltes ou comiques. Il a été la voix régulière de Gene Hackman, Harrison Ford, David Soul ou Tom Selleck. Dans l'animation, il est notamment connu pour avoir été la voix de personnages tels que Sammy (Scouby-Doo), Volavoile (Satanas et Diabolo), ou encore le Schtroumpf à lunettes.

## Biographie
Il a doublé de nombreuses séries. Il a notamment été la voix de Sammy Rogers dans Scooby-Doo et des Schtroumpfs Maladroit et à lunettes dans Les Schtroumpfs. Il était aussi la voix de Magnum, de Hutch (Starsky et Hutch), de Looping (L'Agence tous risques) et du capitaine Merrill Stubing (La croisière s'amuse).
Au cinéma, il a été plusieurs fois la voix de Gene Wilder, de Chuck Norris et de Michael Caine et celle de Gene Hackman (Lex Luthor) dans Superman 1 et 2, celle de Harrison Ford dans la première trilogie de Star Wars (tenant le rôle de Han Solo) et dans Indiana Jones et le Temple maudit.
En 1978, les producteurs de la mini-série Holocauste lui proposent de doubler Tom Bell qui joue le rôle d'Adolf Eichmann. Bien que sa mère ait été déportée à Auschwitz, il accepte, déclarant : « Si je ne le fais pas, il faut que j'abandonne le métier de comédien. Je dois pouvoir tout faire ».
Il a participé à de nombreuses pièces du théâtre de boulevard. À la télévision, il apparaît à de nombreuses reprises dans l'émission Au théâtre ce soir, mais aussi dans Les Enquêtes du commissaire Maigret ou Commissaire Moulin.

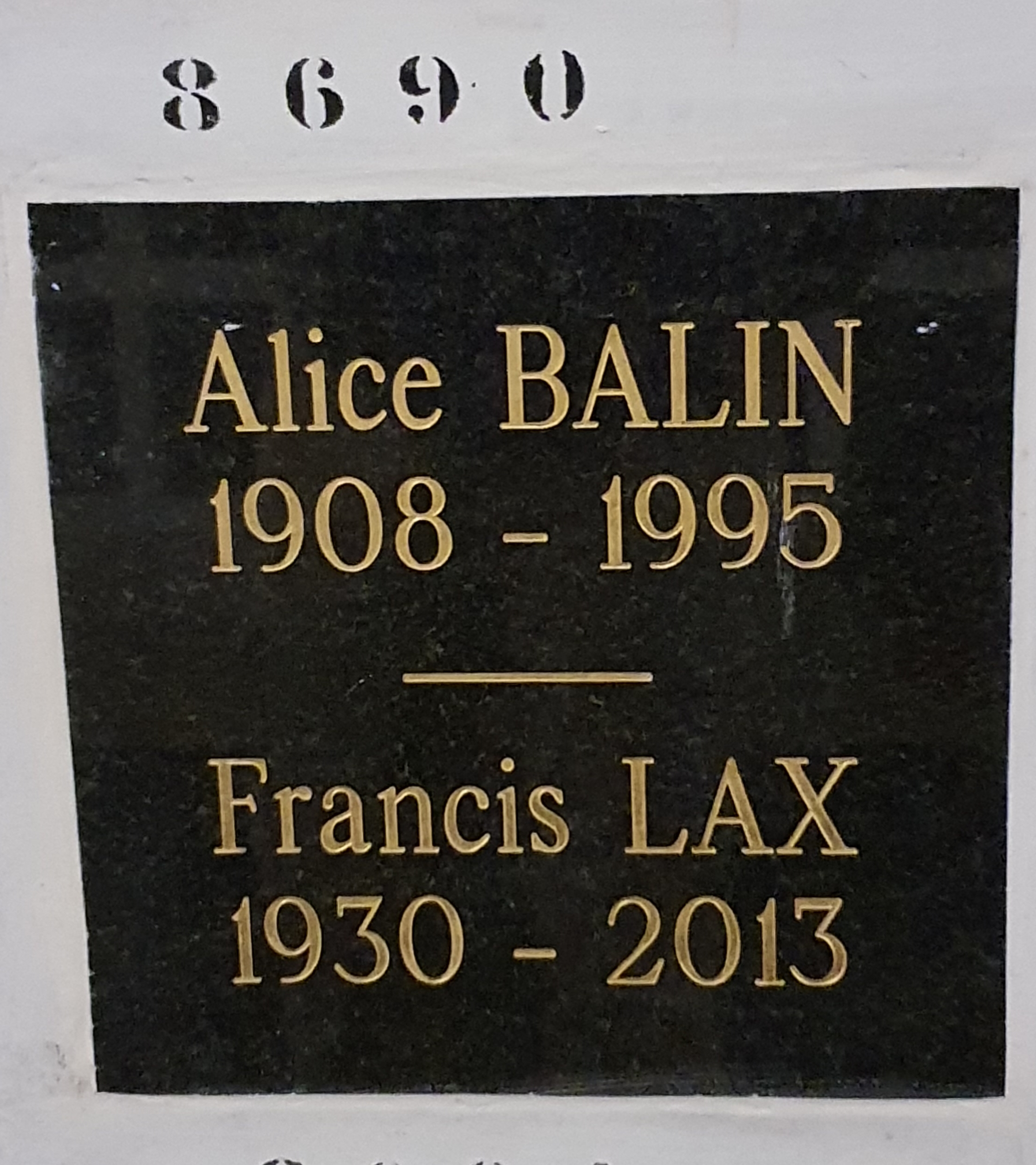
Case funéraire de Francis Lax au cimetière du Père-Lachaise (division 87).

Francis Lax meurt le 13 mars 2013 dans le 13e arrondissement de Paris à l'âge de 82 ans, des suites d'un long combat contre la maladie. Il est incinéré au columbarium du cimetière du Père-Lachaise, là où il est inhumé (division 87, case 8690, sous-sol 1).

### Controverse: victime de la censure au Liban
Dans son témoignage en tant que directeur de programmes à la Compagnie Libanaise de Télévision (CLT), Jean-Claude Boulos raconte que, dans le cadre de la convention permettant la diffusion de programmes produits par la télévision française au Liban, à partir de 1959, le nom de Francis Lax était sur la liste des acteurs mis à l'index par le bureau de boycott d'Israël. Dans les années 1960, l'époque où les émissions télévisées étaient soumises à une censure préalable, et pour des raisons que l'auteur déclare ignorer : « Chaque fois que le censeur voyait apparaître son nom, le film tout entier était interdit, même si la prestation ne durait qu'une seule minute ».

## Théâtre
- 1955 : La Petite Maison de thé de John Patrick, mise en scène Marguerite Jamois, théâtre Montparnasse
- 1956 : Les Français à Moscou de Pol Quentin, mise en scène Jacques Charon, théâtre des Célestins
- 1957 : Un français à Moscou de Pol Quentin, mise en scène Jacques Charon, théâtre de la Renaissance
- 1959 : Le Carthaginois d'après Plaute, mise en scène Daniel Sorano, théâtre du Vieux-Colombier
- 1960 : À vous Wellington d'après Willis Hall, mise en scène François Maistre, théâtre du Vieux-Colombier
- 1960 : Les Cochons d'Inde d'Yves Jamiaque, mise en scène de l'auteur, théâtre du Vieux-Colombier
- 1962 : Cherchez le corps, Mister Blake de Frank Launder et Sidney Gilliat, mise en scène Georges Vitaly, théâtre La Bruyère
- 1963 : La Surprise de l'amour de Marivaux, mise en scène Pierre Debauche, théâtre Daniel-Sorano (Vincennes)
- 1964 : Sire Halewyn de Michel de Ghelderode, mise en scène Pierre Debauche, Festival du Marais
- 1964 : Escurial de Michel de Ghelderode, mise en scène Pierre Debauche, Festival du Marais
- 1966 : Drôle de couple de Neil Simon, mise en scène Pierre Mondy, théâtre de la Renaissance
- 1969 : Trois hommes sur un cheval de Marcel Moussy, d'après la comédie de John Cecil Holm et George Abbott, mise en scène Pierre Mondy, théâtre Antoine
- 1972 : Le noir te va si bien de Jean Marsan, mise en scène Jean Le Poulain, théâtre Antoine
- 1982 : Le Nombril de Jean Anouilh, mise en scène Jean Anouilh et Roland Piétri, Théâtre de l'Atelier
- 1984 : Le Sablier de et mise en scène Nina Companeez, théâtre Antoine
- 1989 : La Présidente de Maurice Hennequin et Pierre Veber, mise en scène Pierre Mondy, théâtre des Variétés
- 1990 : Trois Partout de Ray Cooney et Tony Hilton, adaptation de Jean Poiret, mise en scène Pierre Mondy, théâtre des Variétés
- 1994 : L'Ampoule magique de Woody Allen, mise en scène Stéphan Meldegg, théâtre La Bruyère
- 1997 : Panier de crabes de Luq Hamet et Stephen Harlé, mise en scène Jacques Rosny, Théâtre Saint-Georges

## Filmographie

### Cinéma

#### Longs métrages
- 1955 : Les Mains liées d'Aloysius Vachet, Roland Quignon et Paul Vandenberghe : Un jeune séminariste
- 1960 : Le Caïd de Bernard Borderie : Robert
- 1960 : Fortunat d'Alex Joffé : Évadé du pont
- 1961 : Le Tracassin ou Les Plaisirs de la ville d'Alex Joffé : Le contrôleur du bus
- 1961 : Donnez-moi dix hommes désespérés de Pierre Zimmer
- 1962 : Les Culottes rouges d'Alex Joffé : Un homme de la troupe
- 1963 : Coplan prend des risques de Maurice Labro
- 1966 : Si j'étais un espion de Bertrand Blier : Rodar
- 1966 : Jeudi on chantera comme dimanche de Luc de Heusch
- 1967 : Les Cracks d'Alex Joffé : Carrel
- 1969 : La Fiancée du pirate de Nelly Kaplan : Émile
- 1970 : Macédoine de Jacques Scandelari
- 1971 : Un cave de Gilles Grangier : Le directeur de la prison
- 1971 : Les Malheurs d'Alfred de Pierre Richard : Boggy Pellot, Le comédien bègue
- 1972 : Le Désir et la Volupté de Julien Saint-Clair
- 1972 : Aimez-vous les uns les autres... mais pas trop de Daniel Moosmann : Le commissaire
- 1973 : Je sais rien, mais je dirai tout de Pierre Richard : Antoine, le domestique militaire
- 1973 : Un nuage entre les dents de Marco Pico : Le brigadier
- 1974 : Le Bougnoul de Daniel Moosmann
- 1974 : Nada de Claude Chabrol : Édouard Longuevache
- 1974 : Le Futur aux trousses de Dolorès Grassian
- 1975 : Peur sur la ville d'Henri Verneuil : Le conducteur de la rame 603
- 1976 : On aura tout vu de Georges Lautner : L'automobiliste malchanceux
- 1976 : L'Exercice du pouvoir de Philippe Galland : Le journaliste
- 1978 : Bactron 317 ou l'Espionne qui venait du show de Jean-Claude Stromme et Bruno Zincone
- 1978 : Je suis timide mais je me soigne de Pierre Richard : Le sommelier
- 1979 : La Gueule de l'autre de Pierre Tchernia : Le commissaire au poste de police
- 1981 : Fais gaffe à la gaffe ! de Paul Boujenah (+ scénario) : L'agent de police
- 1981 : Boulevard des assassins de Boramy Tioulong : Gaspard
- 1982 : Rock and Torah de Marc-André Grynbaum : Théra
- 1985 : Rouge Baiser de Véra Belmont : Client mécontent
- 1991 : L.627 de Bertrand Tavernier : Le commissaire
- 1997 : Le Comptoir de Sophie Tatischeff : Le notaire
- 1997 : Les Migrations de Vladimir de Milka Assaf
- 1998 : Le Voyage à Paris de Marc-Henri Dufresne : L'inspecteur de l'auto-école

#### Courts métrages
- 1966 : Voilà l'ordre de Jacques Baratier
- 1967 : Contacts de Dolorès Grassian
- 1971 : La sécurité est un combat de Jean Goumain
- 1991 : Le Pélican de Pierre Ferrière

### Télévision
- 1963-1966 : Thierry la Fronde : Girard, réalisation Robert Guez (saisons 1 et 2) ; Pierre Goutas (saisons 3 et 4) et Joseph Drimal
- 1964 : La Terreur et la Vertu : Danton - Robespierre de Stellio Lorenzi
- 1965 : Les Jeunes Années de Joseph Drimal : André
- 1966 : La Fausse Suivante ou le Fourbe puni de Marivaux, réalisation Jean-Paul Sassy
- 1967 : Saturnin Belloir de Jacques-Gérard Cornu
- 1967 : Les Cinq Dernières Minutes : Finir en beauté de Claude Loursais
- 1972 : Les Enquêtes du commissaire Maigret, épisode Le Port des brumes de Jean-Louis Muller : Lannec
- 1972 : François Gaillard ou la vie des autres, feuilleton télévisé de Jacques Ertaud - épisode : Joseph - Le coiffeur
- 1972 : La Sainte Farce de Jean Pignol : Gilles Gauthier
- 1972 : Les Dossiers de maître Robineau, épisode Cette mort si proche de Nat Lilenstein
- 1974 : Nouvelles de Henry James : Le Banc de la désolation de Claude Chabrol
- 1975 : La Mort d'un touriste d'Abder Isker
- 1976 : Adios, mini-série réalisée par André Michel
- 1977 : Recherche dans l'intérêt des familles de Philippe Arnal, épisode La Marmotte
- 1978 : Messieurs les jurés : L'Affaire Lizant Mariller d'André Michel
- 1978 : Le Rabat-joie de Jean Larriaga
- 1978 :  Désiré Lafarge  épisode : Pas de Whisky pour Désiré Lafarge  de Jean-Pierre Gallo
- 1978 : Messieurs les Jurés : L'Affaire Heurteloup de Boramy Tioulong
- 1981 : Au bon beurre d'Édouard Molinaro
- 1982 : Médecins de nuit de Stéphane Bertin, épisode : La nuit d'Espagne (série télévisée)
- 1983 : La Veuve rouge d'Édouard Molinaro
- 1987 : Les Enquêtes du commissaire Maigret, épisode Monsieur Gallet, décédé de Georges Ferraro
- 1989-2000 : Commissaire Moulin, de Paul Andréota

#### Au théâtre ce soir
- 1970 : L'amour vient en jouant de Jean Bernard-Luc, mise en scène Michel Roux, réalisation Pierre Sabbagh, théâtre Marigny
- 1972 : Mascarin de José-André Lacour, mise en scène Michel de Ré, réalisation Georges Folgoas, théâtre Marigny
- 1975 : Les Derniers Outrages de Robert Beauvais, mise en scène Michel Roux, réalisation Pierre Sabbagh, théâtre Édouard-VII
- 1978 : Une femme trop honnête d'Armand Salacrou, mise en scène Georges Vitaly, réalisation Pierre Sabbagh, théâtre Marigny
- 1979 : Les Petites Têtes de Max Régnier d'après André Gillois, mise en scène Michel Roux, réalisation Pierre Sabbagh, théâtre Marigny
- 1979 : Beaufils et Fils de Raoul Praxy, mise en scène Christian Duroc, réalisation Pierre Sabbagh, théâtre Marigny
- 1980 : La Magicienne en pantoufles de John Van Druten, adaptation et mise en scène Louis Ducreux, réalisation Pierre Sabbagh, théâtre Marigny
- 1980 : La Queue du diable d'Yves Jamiaque, mise en scène Michel Roux, réalisation Pierre Sabbagh, théâtre Marigny
- 1980 : Trésor de Jean Marsan d'après Roger MacDougall, mise en scène Jean-Pierre Bouvier, réalisation Pierre Sabbagh, théâtre Marigny
- 1981 : Et l'enfer Isabelle ? de Jacques Deval, mise en scène Raymond Gérôme, réalisation Pierre Sabbagh, théâtre Marigny
- 1982 : Un dîner intime d'Yves Chatelain, mise en scène Robert Manuel, réalisation Pierre Sabbagh, théâtre Marigny

### Scénariste
- 1981 : Fais gaffe à la gaffe ! de Paul Boujenah

## Doublage

### Cinéma

#### Films
- Harrison Ford dans :
  - La Guerre des étoiles (1977) : Han Solo
  - Héros (1977) : Ken Boyd
  - L'Empire contre-attaque (1980) : Han Solo
  - Le Retour du Jedi (1983) : Han Solo
  - Indiana Jones et le Temple maudit (1984) : Indiana Jones

- Gene Wilder dans :
  - Tout ce que vous avez toujours voulu savoir sur le sexe sans jamais oser le demander (1972) : Dr Ross
  - Le shérif est en prison (1974) : Jim
  - Le Frère le plus futé de Sherlock Holmes (1975) : Sigerson Holmes
  - Le Rabbin au Far West (1979) : Avram

- Michael Caine dans :
  - L'Homme qui voulut être roi (1975) : Peachy Carnehan
  - California Hôtel (1978) : Sidney Cochran
  - Piège mortel (1982) : Sidney Bruhl
  - L'Éducation de Rita (1983) : Dr Frank Bryant

- Ronny Cox dans :
  - Délivrance (1972) : Drew Ballinger
  - Enfer mécanique (1977) : Luke
  - Sauvez le Neptune (1978) : capitaine de frégate David Samuelson

- Gene Hackman dans :
  - Carnage (1972) : « Mary Ann »
  - Superman (1978) : Lex Luthor (1er doublage)
  - Superman 2 (1980) : Lex Luthor

- Harry Carey Jr. dans :
  - On continue à l'appeler Trinita (1971) : le père de Trinita et Bambino (1er doublage)
  - Et maintenant, on l'appelle El Magnifico (1972) : Révérend Holy Joe

- John Cazale dans :
  - Le Parrain (1972) : Frederico « Fredo » Corleone (1er doublage)
  - Le Parrain 2 (1974) : Fredo Corleone (1er doublage)

- Dustin Hoffman dans :
  - Lenny (1974) : Lenny Bruce
  - Les Hommes du président (1976) : Carl Bernstein

- Edward Fox dans :
  - Un pont trop loin (1977) : le lieutenenant-général Brian Horrocks
  - L'ouragan vient de Navarone (1978) : le sergent Dusty Miller

- Brian Dennehy dans :
  - À la recherche de Mister Goodbar (1977) : le chirurgien
  - Drôle d'embrouille (1978) : Fergie

- Marty Feldman dans :
  - Mon « Beau » légionnaire (1977) : Dagobert « Digby » Geste
  - La Bible ne fait pas le moine (1980) : Frère Ambroise

- Jon Voight dans :
  - Le Retour (1978) : Luke Martin
  - Le Champion (1979) : Billy Flynn

- Chuck Norris dans :
  - Force One (1979) : Matt Logan
  - Horreur dans la ville (1982) : le shérif Dan Stevens

- Jerry Lewis dans :
  - T'es fou Jerry (1983) : Warren Nefron / Dr Perks
  - Cookie (1989) : Arnold Ross

- Renato Salvatori dans :
  - Flic Story (1975) : Mario Poncini
  - Le Gitan (1975) : Jo Amila, dit « Jo le Boxeur »

Mais aussi :
- 1935 : Bons pour le service : Khan Mir Jutra (Maurice Black)
- 1936 : L'Extravagant Mr. Deeds : Morrow, le poète (Walter Catlett)
- 1942[7] : Casablanca : Ugarte (Peter Lorre)
- 1957[8] : Les Sentiers de la gloire : Capitaine Nicolas (Harold Benedict)
- 1960 : Un brin d'escroquerie : le premier rédacteur du journal (John Horsley)
- 1964 : X3, agent secret : un joueur de cartes[Qui ?]
- 1965 : La Créature des ténèbres : Brett Kingsford (Leslie Nielsen)
- 1967[9] : Dieu pardonne... moi pas ! : le messager[Qui ?]
- 1969 : Un Beatle au paradis : Laurence Fagott (Leonard Frey) / un commentateur TV (Michael Barratt) / un commentateur de match de boxe[Qui ?] / le boxeur combattant Ike Jones[Qui ?] / le gardien du parc (Edward Sinclair)
- 1970 : Darling Lili : lieutenant George « Youngblood » Carson (Michael Witney)
- 1970 : Catch 22 : Chaplain Capt. A.T. Tappman (Anthony Perkins)
- 1970 : Le Colt du révérend : Fred Smith (Germán Cobos)
- 1970 : Le Mystère des douze chaises : Hippolyte Vorobyaninov (Ron Moody)
- 1971 : Orange mécanique : l'inspecteur Tom (Steven Berkoff)
- 1971 : Les diamants sont éternels : Willard Whyte (Jimmy Dean)
- 1971 : Rio Verde : Johnny Cobb (Albert Salmi)
- 1971 : La Rage du tigre : divers personnages (1er doublage)
- 1971 : Le Décaméron : un marchand[Qui ?]
- 1972 : Abattoir 5 : Billy Pilgrim (Michael Sacks)
- 1972 : L'Affaire Dominici : Voix off d'un journaliste
- 1972 : Tout ce que vous avez toujours voulu savoir sur le sexe sans jamais oser le demander : l'opérateur (Tony Randall)
- 1972 : Juge et Hors-la-loi : Bad Bob (Stacy Keach)
- 1972 : On s'fait la valise, docteur ? : M. Jones (Phil Roth)
- 1972 : L'Appel de la forêt : Pete (Raimund Harmstorf)
- 1972 : Les Indésirables : Stretch Russell (Wayne Rogers)
- 1972 : La Clinique en folie : Harry Nishimoto (Pat Morita)
- 1972 : Pas vu, pas pris : Cookie (Richard Bakalyan)
- 1972[10] : L'Apache : Luke Todd (Harry Dean Stanton)
- 1972 : Don Camillo et les Contestataires : Don Camillo (Gastone Moschin)
- 1973 : L'Exorciste : Dr Barringer (Peter Masterson) (1er doublage)
- 1973 : Vivre et laisser mourir : Felix Leiter (David Hedison)
- 1973 : Magnum Force : Charlie McCoy (Mitch Ryan)
- 1973 : Serpico : Tom Keough (Jack Kehoe)
- 1973 : Woody et les Robots : voix du robot 414 et le présentateur du concours de miss[Qui ?]
- 1973 : Madame Bijoux : Andy Hammon (Donald Sutherland)
- 1973 : Complot à Dallas : Lee Harvey Oswald / Jim son imposteur (James MacColl)
- 1973 : Pat Garrett et Billy le Kid : Alias (Bob Dylan)
- 1973 : Le Shérif ne pardonne pas : le shérif Sean Kilpatrick (Richard Harris)
- 1973 : Amarcord : le médecin appelé au sujet de l'oncle Teo[Qui ?]
- 1973 : Le Privé : Terry Lennox (Jim Bouton)
- 1973 : Échec à l'organisation : Earl Macklin (Robert Duvall)
- 1973[11] : Le Manoir des fantasmes : Prescott (Herbert Lom)
- 1973 : Mon nom est Personne : l'« Anguille » (Neil Summers)
- 1973 : Le Témoin à abattre : Umberto Griva (Duilio Del Prete)
- 1973 : Les Dix Derniers Jours d'Hitler : Walter Wagner (Andrew Sachs)
- 1973 : Nos plus belles années : un invité à l'anniversaire de J.J.[Qui ?]
- 1973 : Electra Glide in Blue : John Wintergreen (Robert Blake)[12]
- 1974 : On l'appelait Milady : Planchet (Roy Kinnear)
- 1974 : Le Voyage fantastique de Sinbad : Rachid (Martin Shaw)
- 1974 : La Tour infernale : le pompier Tim (Paul Comi) (1er doublage)
- 1974 : Terreur sur le Britannic : l'inspecteur John McLeod (Anthony Hopkins)
- 1974 : Le Nouvel Amour de Coccinelle (Herbie Rides Again) de Robert Stevenson : le surfeur (David Mooney) et un serveur au Fisherman's Wharf (Paul Micale)
- 1974 : Tremblement de terre : un ouvrier du barrage (Scott Highlands)
- 1974 : 747 en péril : Glenn Purcell (Larry Storch)
- 1974 : Une femme sous influence : l'inconnu du bar[Qui ?]
- 1974 : Sugarland Express : le 1er policier au garage[Qui ?]
- 1974 : Les Durs : le camionneur (Joel Cory)
- 1974 : Truck Turner : le drogué (Eddie Smith)
- 1974 : La Rançon de la peur : Maori (Muzio Joris), le procureur (Gianni Bortoletti) et le juge Rossi (Tom Felleghy)
- 1974 : La Grande Casse : le policier qui conduit (Butch Stockston) et un animateur radio (Hal McClain)
- 1975 : Barry Lyndon : le lieutenant Jonathan Fakenham (Jonathan Cecil)
- 1975 : Tueur d'élite : Jerome Miller (Bo Hopkins)
- 1975 : Yakuza : Goro (James Shigeta)
- 1975 : Guerre et Amour : Krapotkin (Jack Lenoir) et un soldat[Qui ?]
- 1975 : La Course à la mort de l'an 2000 : le Président (Sandy McCallum)
- 1975 : La Kermesse des aigles : Ezra Stiles (Edward Herrmann)
- 1975 : Lepke, le caïd : le rabbin (Norman Pauker)
- 1975 : Mandingo : l'organisateur du combat entre Topaz et Ganymède[Qui ?]
- 1976 : Taxi Driver : l'aide de Palantine (Robert Shields)
- 1976 : La Rose et la Flèche : Petit Jean (Nicol Williamson)
- 1976 : L'inspecteur ne renonce jamais : Bobby Maxwell (DeVeren Bookwalter)
- 1976 : Missouri Breaks : Nelson, l'employé des bagages (Danny Goldman)
- 1976 : Keoma : Butch Shannon (Orso Maria Guerrini)
- 1976 : La Bataille de Midway : [Qui ?]
- 1976 : Les Rescapés du futur : Dr Schneider (John P. Ryan)
- 1976 : Le Voyage des damnés : le commandant von Bonin (Leonard Rossiter)
- 1976 : Un dimanche noir : Blindman (Phil Laner)
- 1976 : Week-end sauvage : Stanley (Don Granberry)
- 1976 : Cadavres exquis : le paysan aux citrons (Felice Fulchignoni)
- 1977 : La Coccinelle à Monte-Carlo : Wheely Applegate (Don Knotts)
- 1977 : Annie Hall : le comique passant avant Alvy lors de sa rencontre avec Allison[Qui ?]
- 1977 : Le Toboggan de la mort : Wayne Moore (G.F. Rowe)
- 1977 : On m'appelle Dollars : Leopold Lacy (William Redfield)
- 1977 : Cours après moi shérif : Sugar Bear (Lamar Jackson)
- 1977 : L'Ultimatum des trois mercenaires : le général Martin MacKenzie (Richard Widmark)
- 1977 : Le Continent oublié : Hogan (Shane Rimmer)
- 1978 : Le Grand Embouteillage : Ferreri, le secrétaire de Benedetti (Orazio Orlando)
- 1978[13] : Zombie : Stephen (David Emge)
- 1978 : Piranhas : Buck Gardner (Dick Miller)
- 1978 : Le Convoi : un camionneur[Qui ?]
- 1978 : La Taverne de l'enfer : Burp (Joe Spinell)
- 1978 : Les monstres sont toujours vivants : le lieutenant Perkins (James Dixon)
- 1978 : Les Évadés de l'espace : Noguchi (Tetsurō Tanba)
- 1978 : Thorvald le Viking : Thorvald (Lee Majors)
- 1978 : Faut trouver le joint : Anthony « Man » Stoner (Tommy Chong)
- 1978 : Un mariage : Snooks Brenner (Paul Dooley)
- 1978 : Les Enfants de la rivière : un poisson au début[Qui ?] et une loutre[Qui ?]
- 1979 : Nosferatu, fantôme de la nuit : le cocher (John Leddy)
- 1979 : L'Évadé d'Alcatraz : le médecin[Qui ?]
- 1979 : Manhattan : Jeremiah (Wallace Shawn)
- 1979 : Que le spectacle commence : Joe Gideon (Roy Scheider)
- 1979 : Un vrai schnock : Navin R. Johnson (Steve Martin)
- 1979 : Le Shérif et les Extra-terrestres : le général de l'Air Force (Harold E. Finch)
- 1979 : Justice pour tous : Carl Travers (Dominic Chianese)
- 1979 : Maman a cent ans : Juan (José Vivó)
- 1979 : Les Vampires de Salem : Ben Mears (David Soul)[14]
- 1979 : L'Infirmière de nuit : Nicola Pischella (Lino Banfi)
- 1980 : The Blues Brothers : Gruppenfuehrer (Eugene J. Anthony)
- 1980 : Flash Gordon : voix de la sonde-garde
- 1980 : Xanadu : Simpson (James Sloyan)
- 1980 : La Fureur sauvage : le chef Pied-Noir (Danny Zapien)
- 1980 : Le Complot diabolique du docteur Fu Manchu : Sir Roger Avery (David Tomlinson)
- 1980 : Les Loups de haute mer : Ackerman (Anthony Pullen Shaw)
- 1980 : Virus : Dr Ed Meyer (Stuart Gillard)
- 1980 : Le lion sort ses griffes : Nigel Lawton (Timothy West)
- 1980 : Stardust Memories : un producteur[Qui ?]
- 1981 : Arthur : le fleuriste (Lou Jacobi)
- 1981 : Das Boot : Capitaine Philipp Thomsen (Otto Sander) (1er doublage)
- 1981 : Wolfen : Warren (Dick O'Neill)
- 1981 : On m'appelle Malabar : Girolamo (Amidou)
- 1981 : Le Prince de New York : Nick Napoli (Ronald Maccone)
- 1981[15] : La Grande Aventure des Muppets : voix de Fozzie[16] et Sam
- 1982 : Le Choix de Sophie : le professeur d'anglais (David Wohl)
- 1982 : Y a-t-il enfin un pilote dans l'avion ? : l'officier gérant les lumières rouges sans savoir à quoi ça sert[Qui ?]
- 1984 : Les Frères corses : le narrateur (Laurie Mai)
- 1985 : Le Dernier Dragon : Du Yi (Fredric Mao)
- 1987 : Le Flic de Beverly Hills 2 : Sidney Bernstein (Gilbert Gottfried)
- 1990 : Max et Helen : Simon Wiesenthal (Martin Landau)
- 1990 : L'Échelle de Jacob : un officier de l'armée (John Capodice)
- 1990 : Les Aventures de Ford Fairlane : Smiley (Robert Englund)
- 1991 : Affaire non classée : le juge Symes (Matt Clark)
- 2004 : Starsky et Hutch : un des vendeurs de la nouvelle Gran Torino (David Soul)

#### Films d'animation
- 1941[17] : Dumbo : un corbeau / Casey Jr.
- 1949[18] : Le Crapaud et le Maître d'école : Cyril Trottegalop
- 1951[19] : Alice au pays des merveilles : le lézard / le perroquet de M. Dodo
- 1973 : Robin des Bois : Niquedouille
- 1977 : Les Aventures de Bernard et Bianca : Orville
- 1979 : Le Lion, la Sorcière blanche et l'Armoire magique : Aslan / Tumnus
- 1981 : Rox et Rouky : le chef
- 1981 : Métal hurlant : le reporter / Prince Barbare
- 1987 : Le Pacha et les Chats de Beverly Hills : Bezig
- 1987 : Le Petit Grille-pain courageux : Lampy
- 1989 : Wallace et Gromit : Une grande excursion : Wallace

### Télévision

#### Téléfilms
- - Le Clan des Sacketts (1979) : Orrin Sackett
  - Concrete Cowboys (1979) : Will Eubanks
  - Justice vénale (1995) : le juge Timothy Nash
- 1967[10] : Winchester 73 : Dakie McAdam (John Saxon)
- 1976 : Déluge sur la ville : M. Franklin (Roddy McDowall)
- 1976 : Victoire à Entebbé : Moshe Meyer (Severn Darden)
- 1978 : Au temps de la guerre des étoiles : Han Solo (Harrison Ford)
- 1986 : Le Cinquième Missile : Capt. Kevin Harris (David Soul)
- 1991 : Talent for the Game : Virgil Sweet (Edward James Olmos)

#### Séries d'animation
- 1962-1984 : Les Jetson : George Jetson
- 1964 : Yogi l'ours : Mr. Smith
- 1965 : Les Sentinelles de l'air : Le pilote du TX 204
- 1967 : Edgar de la Cambriole : Jigen Daisuke (doublé en 1971)
- 1967 : Les Aventures de Moby Dick : Voix additionnelles de méchants
- 1969-1970 : Satanas et Diabolo : Volavoile
- 1969-1971 : Pattaclop Pénélope : le chef des Zozos zélés
- 1969-1972 : Pancho et Rancho : Flèche Bleue
- 1969-1991 : Scooby-Doo[21] : Sammy
- 1972 : Flèche bleue : Flèche bleue
- 1973 : Mini Mini détective : Gaffeur
- 1973 : Autochat et Mimimoto : Souriceau-moto
- 1974-1996 : Calimero : Pierrot
- 1976-1981 : Le Muppet Show : Fozzie / Scooter / Sam / le présentateur du Flash Muppet
- 1978-1979 : Capitaine Flam : Kalhone (1re voix) / Professeur Zaro
- 1978-1982 : 1, rue Sésame : Grover
- 1980-1981 : Rolling Star le Justicier : Ignace, un Gloutok
- 1981-1986 : Dr Slump : le professeur Slump
- 1981-1989 : Les Schtroumpfs : le Schtroumpf à lunettes / le Schtroumpf maladroit / le Schtroumpf colérique / Homnibus / le roi
- 1982-1983 : Les Mystérieuses Cités d'or : Sancho
- 1982-1983 : Albator 84 : Humanoïdes / Narrateur
- 1982-1983 : Cobra : Tarbeige
- 1982-1988 : SuperTed : Spotty / Bulk
- 1983 : Super Durand / Mirai Keisatsu Urashiman : Claude (2e voix)
- 1983-1986 : G.I. Joe: Héros sans frontières : Destro / Dr Mindbender / le narrateur / voix additionnelles
- 1984 : Lucky Luke : Jesse James / August Oyster / Barry Blunt / August Oyster / Waldo Badminton / Bull Bullets / Sénateur Wilkins
- 1984 : Ferdy la Fourmi : Balourd, le grillon, narrateur
- 1985-1986 : Cosmocats : Snarf et Mum-Ra
- 1985 : Jem et les Hologrammes : Zipper (voix de remplacement, épisode 9)
- 1985-1987 : Transformers : Optimus Prime / Ironhide / Jazz / Bumblebee / Drag Strip / Superion / voix additionnelles
- 1987-1991 : Nicky Larson : Michel Beaumont (épisode 32)
- 1988 : Popeye, Olive et Mimosa : Eugène le kéké
- 1988-1989 : Galaxy Express 999 : le chef de la police d'Immacula / le professionnel de la gâchette / Monti l'homme de bois
- 1988-1993 : Comte Mordicus : Nounou
- 1998 : Bob Morane : Simon Lusse

## Discographie
- 1984 : Indiana Jones et le Temple maudit (adaptation audio du film éponyme) : Indiana Jones[22]

## Distinctions
- 1994 : Nomination au Molière du comédien dans un second rôle pour L'Ampoule magique

## Commentaires
Francis Lax a doublé Harrison Ford dans la première trilogie Star Wars (épisode IV à VI) entre 1977 et 1983 puis dans Indiana Jones et le Temple maudit en 1984. Il fut en quelque sorte la première voix régulière de celui-ci, bien avant Richard Darbois (à partir de 1989). En 1997, lorsque l'épisode IV de Star Wars est ressorti en Édition spéciale avec notamment une nouvelle scène dans laquelle Han Solo négocie avec Jabba le Hutt, Lax refit des essais sur Harrison Ford mais, sa voix ayant vieilli avec les années, il fut remplacé par Gabriel Le Doze pour le doublage de la scène.
Il a en revanche reprêté sa voix une ultime fois à David Soul lors de l'apparition de ce dernier dans le film Starsky et Hutch en 2004.